# Exclusion de la Grèce de la zone euro
« Grexit » redirige ici. Ne pas confondre avec Brexit.
L'éventualité d'une exclusion de la Grèce de la zone euro est liée à la crise de la dette publique grecque et les tensions récurrentes entre le gouvernement grec et  la « Troïka » (qui est le nom collectif de l'Union européenne, la Banque centrale européenne et le Fonds monétaire international). Elle a donné lieu à de nombreux débats.
Le mot-valise « Grexit » (formé de l'anglais Greece, « Grèce » et exit, « sortie ») est utilisé par la presse internationale pour nommer cette possibilité,.
La question du « Grexit » s'est déjà posée deux fois : en 2010, lors de la première phase de la crise de la dette publique grecque, et en 2012, lors de sa deuxième phase. L'échec des négociations en fin juin 2015 et la victoire massive du « non » lors du référendum grec du 5 juillet 2015 remettent de nouveau cette question au centre du jeu politique européen.

## Contexte
Le néologisme « Grexit » lui-même est créé en 2012 par Willem Buiter, économiste chez Citigroup. 
L'éventualité d'une sortie de la Grèce de la zone euro est régulièrement évoquée dans les années 2010. En 2012, Aléxis Tsípras indique qu'il souhaite mettre fin aux politiques d'austérité menées en Grèce en contrepartie des aides financières nécessaires pour éviter au pays la faillite[réf. nécessaire]. Si la Grèce, ses créanciers et les autorités européennes ne trouvent pas d'accord, la Grèce fait faillite[réf. nécessaire], et le pays se voit dans l'obligation de sortir de la zone euro pour retourner à sa propre monnaie nationale pour se financer.
L'ancien premier ministre Loukás Papadímos évoque également cette possibilité en 2012.
Cette éventualité a été étudiée par le ministre Varoufákis avant sa démission, comme contournement aux contraintes de la BCE. Elle consistait en la création de nouveaux comptes bancaires, qui auraient ensuite pu être convertis en une nouvelle monnaie locale (drachme).

## Problématiques du «Grexit» à la mi-juin 2015
Cette période correspond à une phase critique de négociations clés entre l'Union européenne, le FMI et le gouvernement grec d'Aléxis Tsípras où la question du « Grexit » est réellement posée.

### Mécanismes possibles de sortie de la Grèce de la zone euro
Ni le traité de Maastricht, dont un protocole annexé au traité prévoyait que l'entrée dans la zone euro était un acte irréversible, ni d'autres textes ne prévoient cette possibilité d'exclusion. Une sortie volontaire de la Grèce impliquerait au préalable une sortie de l'Union européenne. La Grèce de son côté dit vouloir rester dans la zone euro. Il n'existe donc pas, en juillet 2015, de mécanisme institutionnel permettant cette sortie. Celle-ci n'est possible que par la voie du fait accompli. Les banques grecques manquent en juillet 2015 de liquidités, et en l'absence de prêt de liquidités supplémentaires par la BCE, ne pourraient plus fonctionner, bloquant ainsi l'économie grecque. Si la situation perdurait, la Grèce n'aurait pas d'autre solution que de mettre en place une monnaie parallèle, pour permettre les échanges économiques au moins en interne dans un premier temps.

### Affaiblissement supposé de la zone euro
Sur ce point les avis sont fortement divergents. Pour Agnès Benassy-Quéré « un « grexit » aurait surtout pour conséquence d'affaiblir la zone euro, en montrant que l'appartenance à la monnaie unique n'est pas irréversible ». Pour d'autres économistes notamment en Allemagne, un « Grexit » renforcerait au contraire la zone euro en montrant le prix à payer en cas de non-respect des règles et en signalant aux marchés qu'ils doivent davantage tenir compte des situations économiques et financières des pays de la zone euro, ce qui faciliterait la tâche de la commission européenne dans le contrôle des règles budgétaires

### Conséquences supposées du «Grexit»
Pour André Grjebine « contrairement à une idée répandue, il n'y a aucune fatalité qui condamnerait les contribuables européens à payer un défaut de la Grèce, voire sa sortie de la zone euro, le Grexit ». Pour lui le risque repose surtout dans la croyance des marchés que cela se produirait et dans « une orthodoxie monétaire obtuse » qui risque de paralyser la Banque centrale européenne. Cet économiste, estime que  la Banque centrale européenne a les moyens par des artifices techniques (transformation des prêts accordés par les pays zone Euro en dettes perpétuelles ou réduction de l'actif de la BCE) à limiter les risques encourus.

### Questions sur la zone euro
Lors d'une conférence qui s'est tenue au palais d'Egmont le 15 juin 2015, pendant laquelle différents intervenants – dont Luc Coene, Philippe Maystadt, Étienne Davignon et Didier Reynders –  se sont exprimés en faveur d'un renforcement de la zone euro comme solution à la crise, Luc Coene a indiqué que, pour maintenir l'Union économique et monétaire, il faut trouver une méthode pour faire se rapprocher les politiques économiques. Il défend notamment la mise en œuvre d'une union de transfert dans la zone car il y a trop de déséquilibres entre les pays. L'union de transfert permettrait de maintenir un minimum de convergence, à l'instar des unions de transfert existant dans les États fédéraux tels que la Belgique (transferts de la Wallonie vers la Flandre dans le passé ; transferts de la Flandre vers la Wallonie actuellement) ou l'Allemagne (notamment à destination des länder de l'ex-RDA).

### Sort des dettes libellées en euros
La Grèce étant débitrice d'environ 330 milliards d'euros, il conviendrait, en cas de la sortie de la Grèce de la zone euro, de déterminer si les dettes libellées en euros le resteront dans cette monnaie, ou si au contraire la Grèce pourra les rembourser dans la nouvelle monnaie (cf. Lex monetae), par exemple la drachme. Dans le cas d'un retour de la drachme avec changes flottants, le risque de forte dévaluation de la monnaie nationale est une possibilité à prendre en compte, avec une « explosion » de la dette libellée en euros et impossibilité matérielle pour la Grèce de rembourser sa dette.
Face aux exigences de l'UE pour gérer la crise qui frappe la Grèce, l'ancien ministre grec des Finances Yánis Varoufákis avait prévu un plan de remplacement, consistant à créer un système bancaire parallèle qui aurait permis à Athènes de continuer à fonctionner si la BCE avait mis un terme à son aide d'urgence.  Ce plan a été dévoilé dimanche 26 juillet dans la matinée par le quotidien grec I Kathimeriní qui rapporte des propos de Varoufákis lors d'une conférence téléphonique organisée à Londres par des fonds souverains et fonds de pension principalement asiatiques le jeudi 16 juillet 2015 .  Son objectif était de transférer des fonds directement des contribuables aux organisations sans avoir à passer par les banques, au cas où ces dernières aient à fermer faute de liquidités fournies par la BCE. « Nous voulions créer, discrètement, des comptes de réserve rattachés à chaque numéro fiscal, et permettre ensuite à chacun d'y accéder facilement avec un code ».
À la suite de ces révélations, de nombreuses critiques ont accusé l'ancien ministre d'avoir prévu un « Grexit ». Or le Premier ministre grec, Aléxis Tsípras, a défendu l'intégrité de son ex-ministre Yánis Varoufákis, accusé d'avoir voulu la sortie du pays de la zone euro. « Le gouvernement n'avait pas de plan de « grexit », mais j'avais ordonné un plan d'urgence au ministère des Finances » pour faire face aux menaces de certains cercles européens qui souhaitaient fin juin, lors de l'interruption des négociations entre Athènes et ses créanciers, la sortie de la Grèce de la zone euro, a indiqué Alexis Tsipras. 

### Problème géostratégique
La Grèce est située juste au sortir du détroit des Dardanelles. Aux yeux des puissances maritimes de langue anglaise, ce pays a toujours présenté un intérêt géostratégique. Winston Churchill voyait l'importance stratégique du détroit des Dardanelles et suggérait donc l'ouverture d'un nouveau front en 1915. La bataille de Gallipoli se révélera être un des plus grands désastres de la Première Guerre mondiale. Des visites de Tsípras à Moscou ont conduit récemment à envisager les atouts grecs de rester dans la zone euro en tenant compte de cet élément.
Les documents de la NSA révélés par Wikileaks indiquent que le président François Hollande a mené des discussions secrètes en 2012 avec l'opposition allemande concernant le Grexit.
Barack Obama pousse les Européens à maintenir la Grèce dans la zone euro lors de la crise de l'été 2015.